# Katholieke Kerk in Madagaskar

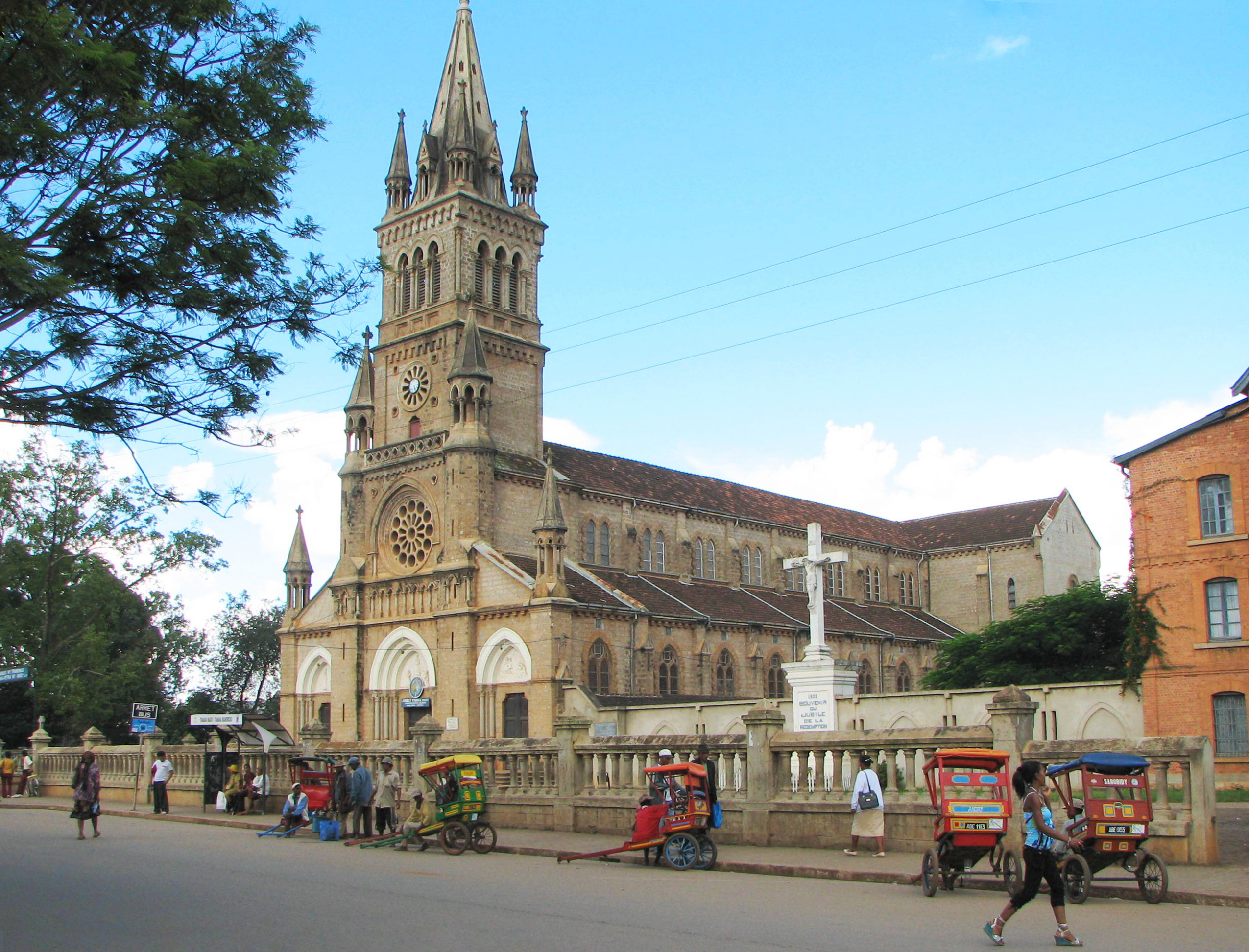
Kathedraal van Antsirabe

De Katholieke Kerk in Madagaskar is een onderdeel van de wereldwijde Rooms-Katholieke Kerk, onder het geestelijk leiderschap van de paus en de curie in Rome.
In 2005 waren ongeveer 4.583.000 (27%) inwoners van Madagaskar lid van de Katholieke Kerk. Madagaskar bestaat uit 22 bisdommen, waaronder vijf aartsbisdommen, verdeeld over vijf kerkprovincies. De bisschoppen zijn lid van de bisschoppenconferentie van Madagaskar. President van de bisschoppenconferentie is Fulgence Rabemahafaly, aartsbisschop van Fianarantsoa. Verder is men lid van de Symposium des Conférences Episcoaples d’Afrique et de Madagascar.
Apostolisch nuntius voor Madagaskar is aartsbisschop Tomasz Grysa, die tevens nuntius is voor  Mauritius en de Seychellen en apostolisch gedelegeerde voor de Comoren.

## Bisdommen

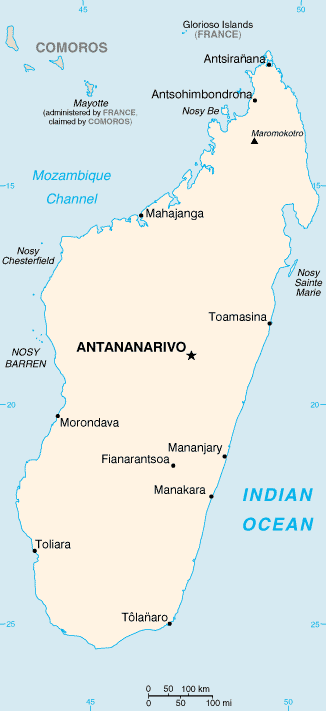
Madagaskar

- Aartsbisdom Antananarivo
  - Bisdom Antsirabé
  - Bisdom Maintirano
  - Bisdom Miarinarivo
  - Bisdom Tsiroanomandidy
- Aartsbisdom Antsiranana
  - Bisdom Ambanja
  - Bisdom Mahajanga
  - Bisdom Port-Bergé
- Aartsbisdom Fianarantsoa
  - Bisdom Ambositra
  - Bisdom Farafangana
  - Bisdom Ihosy
  - Bisdom Mananjary
- Aartsbisdom Toamasina
  - Bisdom Ambatondrazaka
  - Bisdom Fenoarivo Atsinanana
  - Bisdom Moramanga
- Aartsbisdom Toliara
  - Bisdom Morombe
  - Bisdom Morondava
  - Bisdom Tôlagnaro

## Nuntius
- Apostolisch gedelegeerde
  - Felice Pirozzi (23 september 1960 – 9 januari 1967)
- Apostolisch pro-nuntius
  - Paolo Mosconi (9 november 1967 – 1969)
  - Michele Cecchini (26 februari 1969 – 18 juni 1976)
  - Sergio Sebastiani (27 september 1976 – 8 januari 1985, later kardinaal)
  - Agostino Marchetto (31 augustus 1985 – 7 december 1990)
  - Blasco Francisco Collaço (28 februari 1991 – 13 april 1996)
- Apostolisch nuntius
  - Adriano Bernardini (15 juni 1996 – 24 juli 1999)
  - Bruno Musarò (25 september 1999 – 10 februari 2004)
  - Augustine Kasujja (22 april 2004 – 2 februari 2010)
  - Eugene Martin Nugent (13 februari 2010 – 10 januari 2015)
  - Paolo Rocco Gualtieri (13 april 2015 – 6 augustus 2022)
  - Tomasz Grysa (sinds 27 september 2022)